# Ostrówek (powiat łęczyński)
Ostrówek – wieś w Polsce położona w województwie lubelskim, w powiecie łęczyńskim, w gminie Puchaczów. Ostrówek położony jest nad Mogielnicą.
W latach 1975–1998 miejscowość należała administracyjnie do województwa lubelskiego.
Wieś stanowi sołectwo w gminie Puchaczów. Według Narodowego Spisu Powszechnego z roku 2011 wieś liczyła 431 mieszkańców.
W miejscowości znajduje się Szkoła Podstawowa im. Bohaterów Armii Krajowej oraz obiekt sportowy Orlik. Znajduje się tu również kaplica.

## Historia
Ostrówek alias Ciechanki, folwark nad rzeką Wieprzem, w powiecie chełmskim, gminie Brzeziny, parafii Łańcuchów, odległy 40 w. od Chełma, leży wśród błot zwanych od tej wsi „Ostrowskiemi”, posiada gorzelnię produkującą spirytus o wartości 35 000 rubli srebrnych rocznie i pokłady torfu.
Według spisu z 1827 roku było tu 23 domów i 184 mieszkańców.
Folwark Ostrówek alias Ciechanki, w r. 1878 oddzielony został od dóbr Łańcuchów, posiadał rozległość mórg 3813, a w tym: grunty orne i ogrody mórg 1101, łąk mórg 1002, pastwisk mórg 145, lasy mórg 1332, zarośli mórg 109, nieużytki mórg 124. Budynków murowanych 1, z drewna 30. Płodozmian 6 i 7. polowy, lasy urządzone w porządku 99 i 120 letnim.
9 kwietnia 1944 oddział SS dokonał pacyfikacji wsi. Niemcy zamordowali łącznie 12 osób i spalili 10 domów.